# Gavrilo Pajović
Gavrilo Pajović (in serbo Гаврило Пајовић?; Titograd, 3 luglio 1971) è un ex cestista e dirigente sportivo montenegrino.

## Palmarès

### Giocatore
- YUBA liga: 2

Budućnost: 1998-99, 1999-2000
- Campionato bosniaco: 1

Igokea: 2000-01
- Coppa di Jugoslavia: 2

Budućnost: 1996, 1998